# 웬즈데이 시즌 2
《웬즈데이 시즌 2》(영어: Wednesday 2)는 넷플릭스에서 2025년 방영 한 미국의 공포 코미디, 성장, 초자연 드라마이다.

## 출연진
- 제나 오르테가 - 웬즈데이 아담스 역
- 스티브 부세미
- 캐서린 지타존스 - 모티샤 아담스 역
- 엠마 마이어스 - 에니드 싱클레어 역
- 조이 선데이 - 비앙카 바클리 역
- 루이스 구스만 - 고메즈 아담스 역
- 헌터 두핸 - 타일러 갤핀 역
- 빌리 파이퍼
- 아이작 오르도네스 - 퍼그즐리 아담스 역
- 빅터 도로반투 - 싱 역
- 조지 파머 - 에이잭스 페트로폴루스 역
- 무사 모스타파 - 유진 오팅어 역
- 이비 템플턴
- 오언 페인터
- 노아 테일러
- 루얀다 우나티 루이스-냐워

## 참고 사항
- 오징어 게임3, 기묘한 이야기 5와 함께 2025년 선보일 넷플릭스 시리즈의 흥행 대작 빅3 중 하나로 꼽힌다.